# HMS Nelson (1814)
HMS Nelson (Корабль Его Величества «Нельсон») — британский парусный 120-пушечный линейный корабль 1-го ранга; заложен на Вулвичской верфи, спущен на воду 4 июля 1814 года, однако впоследствии сдан на хранение на верфи недостроенным. В 1854 году из-за начавшейся Крымской войны работы были возобновлены, однако к её окончанию строительство не продвинулось далеко и недостроенный корабль вернули в резерв.
В 1860 году корабль перестроили в парусно-винтовой, срезав до двухпалубного и установив паровую машину индикаторной мощностью 2102 лошадиных силы (1567 кВт), которая позволила «Нельсону» развить скорость 10,5 узлов (19,4 км/ч).
В 1865 году «Нельсон» был передан колонии Виктория (сейчас - штат в Австралии) в качестве учебного корабля и был переименован в HMVS Nelson (Викторианский Корабль Его Величества «Нельсон»). На достройку и оснащение корабля были потрачены 42 000 фунтов. В октябре 1867 года «Нельсон» отправился из Англии в Австралию. В феврале 1868 года корабль прибыл в место назначения, по пути обогнув Мыс Доброй Надежды. «Нельсон» стал первым судном, прошедшим докование в недавно построенном сухом доке Альфреда. По состоянию на 1874 год корабль нёс два 7-дюймовых орудия, двадцать 64-фунтовых пушек, двадцать 32-фунтовых пушек и шесть 12-фунтовых гаубиц.

## История
Решение о постройке самого большого линейного корабля Королевского Флота, носящего имя вице-адмирала Горацио Нельсона, было принято 23 ноября 1805 года, спустя месяц после гибели Нельсона в победоносном для Великобритании Трафальгарском сражении.